# MATLAB

MATLAB (matrix laboratory – laboratorij za matrike) je programski paket za numerično analizo in programski jezik četrte generacije. Razvija ga podjetje The Math Works, Inc. Med drugim je primeren za operacije z matrikami, risanje funkcij, implementacijo algoritmov, analizo slik, analizo in razvoj vodenja sistemov (z dodatkom Simulink) digitalno obdelavo signalov in načrtovanje filtrov. Omogoča tudi razvoj uporabniških vmesnikov. Programi, pisani v MATLAB-u, pa lahko uporabljajo tudi knjižnice v C-ju, C++-u, javi in Fortranu.